# Bamun jezik
Bamun jezik (bamoum, bamoun, bamum, shupamem; ISO 639-3: bax), jedan od devet nun jezika, šire skupine mbam-nkam, kojim govori 215 000 ljudi (1982 SIL) u kamerunskoj provinciji West.
Srodan je jezicima bafanji [bfj], bamali [bbq], bambalang [bmo] i bangolan [bgj]. Do ranih 1930.-tih piše pismom bamum kojeg je izumio King Njoya i uči se u školama koje su nakon Prvog svjetskog rata ukinule kolonijalne vlasti. Njoya je svrgnut 1931. i protjeran u Yaounde, gdje je umro dvije godine kasnije. Danas se rabi latinica. Značajan u trgovini.

## Vanjske poveznice
- Ethnologue (14th)
- Ethnologue (15th)